# Зухдіят
Зухдіят (буквально — вірші про аскезу) — жанр класичної арабської поезії; невеликі лірико-філософські монорифмічні твори.
Як жанр почав поширюватися в арабській поезії в 8—9 столітті, частково зберігся в епігонській релігійній поезії до наших днів.
Основна тематика — розчарування, суєтність життя, вихваляння аскетизму, заклик до духовного самовдосконалення. Зазвичай зухдіят об'єднувалися в цикли самими поетами або пізніше укладачами їх диванів. Відомі цикли З., належні Абу-ль-Атахиі, Абу Таммаму і ін. поетам. Інколи термін «Зухдіят» вживається для визначення аналогічного циклу персо-таджицької поезії.